# Euxoa spectanda
Euxoa spectanda är en fjärilsart som beskrevs av Smith 1890. Euxoa spectanda ingår i släktet Euxoa och familjen nattflyn. Inga underarter finns listade i Catalogue of Life.